# جورج ووكر (لاعب كريكت)
جورج ووكر (25 يناير 1919 في المملكة المتحدة - 31 أغسطس 1995 في المملكة المتحدة) (بالإنجليزية: George Walker)‏ هو لاعب كريكت بريطاني (وحمل سابقاً جنسية المملكة المتحدة لبريطانيا العظمى وأيرلندا). لعب مع نادي مقاطعة نوتنغهامشير للكريكت ‏.

## وصلات خارجية
- جورج ووكر على موقع إي آس بي آن كريك إنفو (الإنجليزية)